# Nando Yosu
Nando Yosu, pseudonimo di Fernando Trío Zabala (Mungia, 8 luglio 1939 – Santander, 20 febbraio 2016), è stato un allenatore di calcio e calciatore spagnolo, di ruolo centrocampista.

## Carriera

### Club
Cresciuto calcisticamente tra le file del Racing Santander, debutta in prima squadra nel 1958-1959 in seconda divisione. L'anno successivo conquista una promozione nella Primera División spagnola, disputandovi due campionati a buoni livelli e conquistando le attenzioni del Valencia, che lo acquista nell'estate del 1962.
Dopo una sola stagione ritorna a Santander, per passare poi all'Athletic Bilbao, con cui rimane due campionati.
Segue un'esperienza con il Pontevedra, con cui disputa tre stagioni nel massimo campionato spagnolo, al termine delle quali viene ceduto al Calvo Sotelo.
Conclude la carriera al Gimnástica Torrelavega, dove ricopre il ruolo di allenatore-giocatore.

### Allenatore
Intraprende quindi la carriera di allenatore guidando, in due momenti differenti, il Gimnástica Torrelavega. Dopo due anni di inattività si siede sulla panchina del Racing Santander, club guidato in cinque diverse occasioni, intervallate da esperienze con Alavés e Orihuela.

## Palmarès

### Club

#### Competizioni nazionali
- Coppa di Spagna: 1

Valencia: 1963

#### Competizioni internazionali
- Coppa delle Fiere: 1

Valencia: 1961-1962